# Juul Bosmans
Juul Bosmans, född 23 april 1914, död 29 november 2000, var en friidrottare från Belgien. Han deltog vid olympiska sommarspelen 1936.